# 南拉德河
52°41′14.6″N 7°34′16.7″E / 52.687389°N 7.571306°E

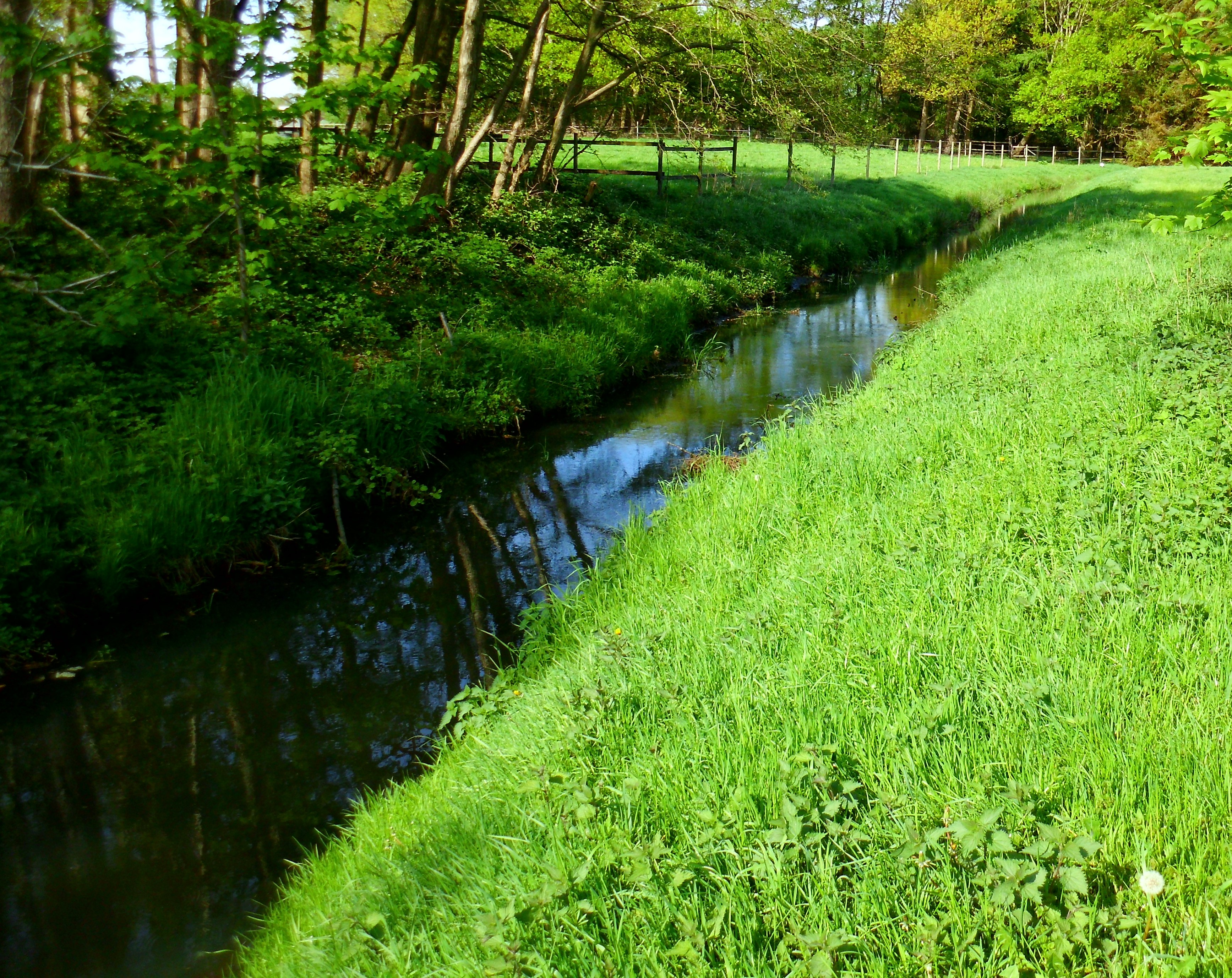
南拉德河

南拉德河（德語：Südradde），是德國的河流，位於該國西北部，由下薩克森州負責管轄，屬於哈瑟河的右支流，河道全長31.5公里，流域面積139平方公里，河口處在黑茨拉克。